# Bernhard Ellend
Bernhard Ellend (* 12. Dezember 1869 in Graz-Gösting; † 27. Juli 1950 in Wien) war ein österreichischer Fabrikant und Politiker (CSP).

## Berufsleben
Er erlernte den Beruf des Glasers und machte 1893 die Meisterprüfung. Seinen Glasereibetrieb in Wien baute er kontinuierlich aus und 1921 gründete er zusätzlich in Ratten eine Glasfabrik. 

## Politik
Ellend schloss sich früh Karl Lueger und den Christlichsozialen an. Er war Bezirksrat von Wien/Neubau 1902 und Mitglied des Gemeinderates der Stadt Wien 1910. Er war Abgeordneter zum Nationalrat für die CSP in der IV. Gesetzgebungsperiode vom 2. Dezember 1930 bis zum 2. Mai 1934. Im Jahr 1945 wurde er Bürgermeister von Pöggstall, wo er von 1938 bis 1944 gelebt hatte. Des Weiteren war er Präsident des Wiener Genossenschaftsverbandes.